# رويس فريمان
رويس فريمان (بالإنجليزية: Royce Freeman)‏ هو لاعب كرة قدم أمريكية أمريكي، ولد في 24 فبراير 1996 في إمبيريال في الولايات المتحدة.

## وصلات خارجية
- رويس فريمان على موقع مرجع كرة القدم المحترفة.كوم (الإنجليزية)